# Nederlands landskampioenschap 1893-1894
Al campionato parteciparono cinque squadre e il RAP Amsterdam vinse il titolo.

## Classifica finale
|   | Club                | G  | V | N | P | GF | GS | Punti | DR  |                                         |
| - | ------------------- | -- | - | - | - | -- | -- | ----- | --- | --------------------------------------- |
| 1 | RAP                 | 10 | 8 | 0 | 2 | 27 | 8  | 16    | +19 |                                         |
| 2 | Koninklijke HFC     | 10 | 7 | 0 | 3 | 31 | 13 | 14    | +18 |                                         |
| 3 | HVV                 | 10 | 6 | 1 | 3 | 20 | 20 | 13    | 0   |                                         |
| 4 | Sparta Rotterdam    | 10 | 4 | 1 | 5 | 14 | 24 | 9     | -10 |                                         |
| 5 | Go Ahead Wageningen | 10 | 3 | 0 | 7 | 16 | 22 | 6     | -6  |                                         |
| 6 | Victoria Rotterdam  | 10 | 1 | 0 | 9 | 9  | 30 | 2     | -21 | Non partecipò il campionato successivo. |

G = Partite giocate; V = Vittorie; N = Nulle/Pareggi; P = Perse; GF = Goal fatti; GS = Goal subiti; DR = Differenza reti, PT = Punti